# Минулеску, Ион
Ион Минулеску (рум. Ion Minulescu; 6 января 1881, Бухарест — 11 апреля 1944, Бухарест) — румынский поэт, прозаик, драматург, новеллист, журналист, литературный и театральный критик, переводчик, редактор. Представитель румынского авангарда. Лауреат Национальной премии Румынии (1928).

## Биография
Сын торговца, воспитывался в семье отчима-офицера. Образование получил в Питешти. В 1900 отправился в Париж, изучать право. Но вскоре оставил университет, увлекшись богемной жизнью деятелей искусства в Париже. Знакомился с литературой символистов, читая со страстью произведения Бодлера, Нерваля, А. Бертрана, Лотреамона, Верлена, Рембо и др.
В 1904 вернулся на родину. Включился в культурную жизнь Бухареста, посещая литературные кафе, познакомился со многими румынскими писателями и поэтами. Стал активным участником сообщества символистов.
Руководил символистскими изданиями "Revista celorlalţi («Журнал остальных», 1908) и «Insula» («Остров», 1912).
Умер от инфаркта миокарда во время американской бомбардировки Бухареста в 1944 году. Похоронен на бухарестском кладбище Беллу.

## Творчество
Дебютировал в 1897 году первым спектаклем в стихах еще студентом. В первые стихах заметно влияние румынского символизма (А. Мачедонски), а также Верхарна, Метерлинка и др. Постоянные темы его стихов — судьбы «скитальцев», зов дальних и таинственных стран, стихия моря, странные состояния отягощенной меланхолией души, мотивы любви и смерти.
В стремлении поэта к необычайному, экзотическому сказывается неприятие условностей и косности буржуазного бытия. Поэтический язык в сборниках поэта «Романсы на потом» («Romanţe pentru mai tîrziu», 1908), «Строфы для всех» («Strofe pentru toată lumea», 1930), «Не тот я, каким кажусь» («Nu sînt ce par a fi…», 1936) изобилует аллегориями, но отличается своеобразной ритмикой и особой мелодичностью.
Он автор романов, сатирически изображающих жизнь современного ему общества («Переэкзаменовка по румынскому языку» — «Corigent la limba română», 1929), сборников символистских рассказов: «Дом с оранжевыми окнами» («Casa cu geamurile portocalii», 1908) «3 и с Резедой — 4» («3 şi cu Rezeda 4», 1933).
В своем творчестве часто пользовался псевдонимами I. M. Nirvan и Koh-i-Noor.

## Избранные произведения
- Romanţe pentru mai târziu (Поэма, 1909)
- Casa cu geamuri portocalii («Дом с оранжевыми окнами», 1908)
- De vorbă cu mine însumi (Поэма, 1913)
- Măşti de bronz şi lampioane de porţelan (проза, 1920)
- Pleacă berzele (пьеса, 1921)
- Lulu Popescu (пьеса, 1921)
- Roşu, galben şi albastru (новелла, 1924)
- Omul care trebuia să moară sau Ciracul lui Hegesias (пьеса, 1924)
- Manechinul sentimental (пьеса, 1926)
- Spovedanii (Поэма, 1927)
- Manuscriptum (сборник стихов, 1927)
- Allegro ma non troppo (пьеса, 1927)
- Corigent la limba română (новелла, 1928)
- Amantul anonim (пьеса, 1928)
- Strofe pentru toată lumea (Поэма, 1930)
- Cetiţi-le noaptea («Read Them at Nighttime», prose, 1930)
- Bărbierul regelui Midas sau Voluptatea adevărului («King Midas's Barber or The Voluptuousness of Truth», novel, 1931)
- Porumbiţa fără aripi («The Wingless Dove», play, 1931)
- 3 şi cu Rezeda 4 («3, and with Rezeda 4», novel, 1933)
- Nevasta lui Moş Zaharia («Uncle Zaharia’s Wife», play, 1937)

В Румынии ныне учреждена ежегодная Национальная премия поэзии им. Иона Минулеску.